# Wały Tolkmita
Wały Tolkmita – pozostałości najlepiej zachowanego grodziska staropruskiego na obszarze powiatu elbląskiego. Grodzisko znajduje się na obszarze Wysoczyzny Elbląskiej w obrębie Parku Krajobrazowego Wysoczyzny Elbląskiej w odległości niecałych 3 kilometrów na południe od Tolkmicka. W dolince lokalnego cieku wodnego - Stradanki znajdują się wyraźne kontury obwałowań, fos i umocnień dochodzących do 7 metrów wysokości, 350 metrów długości i 150 metrów szerokości, wkomponowanych w naturalne wąwozy leśne (podnoszące walory obronne grodziska).
Według legendy grodzisko jest powiązane z założycielami Tolkmicka - pruskim rodzeństwem Tolko i Mitą